# Institut d'astrophysique et de géophysique de l'Université de Liège
L'Institut d'astrophysique et de géophysique de l'Université de Liège est un bâtiment de l'université de Liège (B5c) situé sur le campus du Sart Tilman et construit en 2002 par Jacques Antoine. Il abrite le Département d'Astrophysique, Géophysique et Océanographie (AGO) de la faculté des sciences.

## Unités de recherche
- Astrophysique
  - Astrophysique extragalactique et observations spatiales (AEOS)
  - Astrophysique stellaire théorique et astérosismologie (ASTA)
  - Groupe d'astrophysique des hautes énergies (GAPHE)
  - Service d'Optique / Hololab (HOLOLAB)
  - Interactions fondamentales en physique et astrophysique (IFPA)
  - Origines Cosmologiques et Astrophysiques (OrCA)
- Géophysique
  - Groupe Infra-Rouge de Physique Atmosphérique et Solaire (GIRPAS)
  - Laboratoire de Physique Atmosphérique et Planétaire (LPAP)
  - Unité de Modélisation du Climat et des Cycles Biogéochimiques (UMCCB)
- Océanographie
  - GéoHydrodynamique et Recherches en Environnement (GHER)
  - Thermodynamique des Phénomènes Irréversibles (TPI)
  - Unité d'Océanographie Chimique (UOC)